# Gundel Wittmann

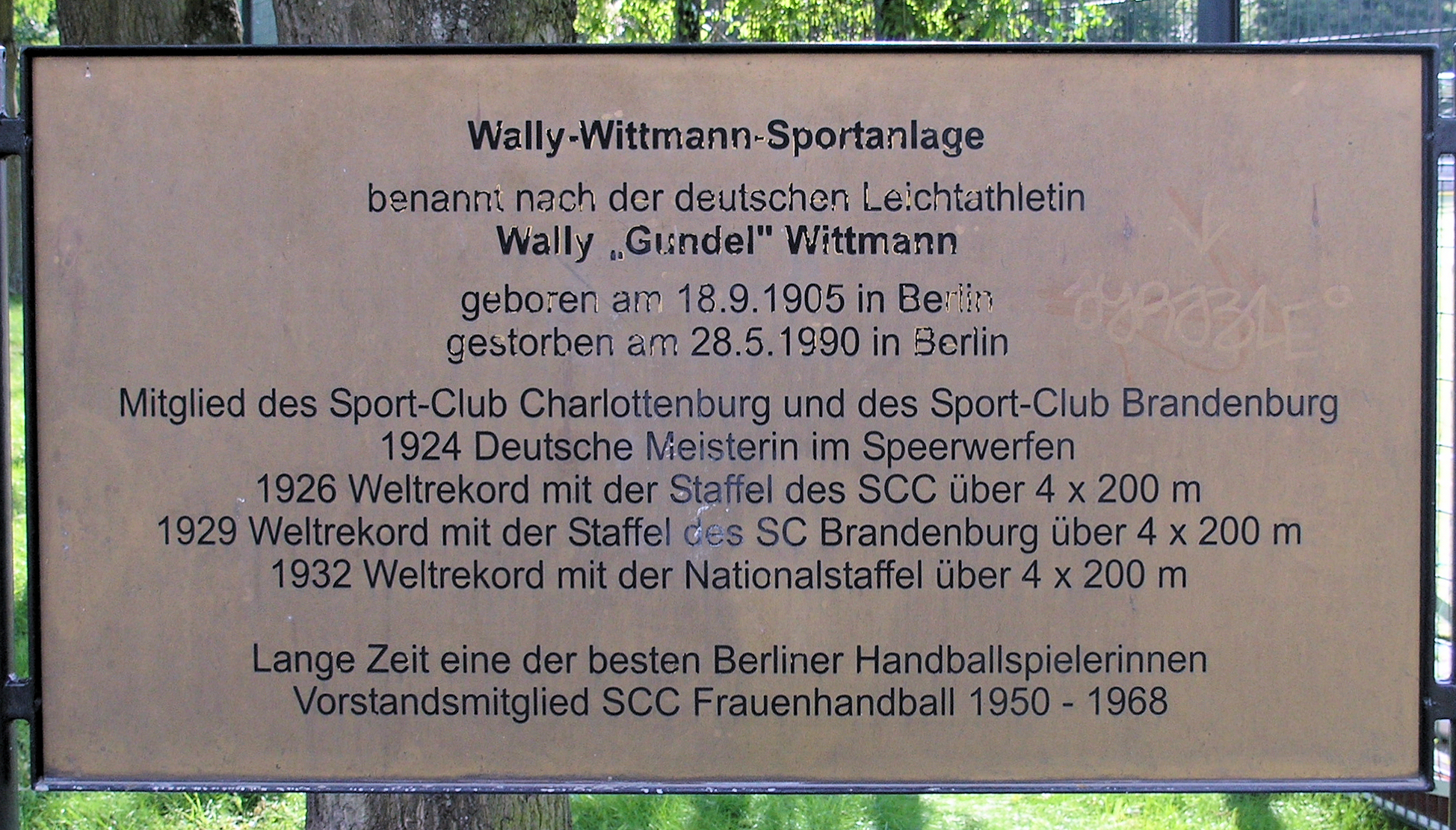
Gedenktafel an der Wally-Wittmann-Sportanlage in Berlin-Westend

Wally „Gundel“ Wittmann (* 18. September 1905 in Berlin; † 28. Mai 1990 ebenda) war eine deutsche Leichtathletin und Handballspielerin, die in den späten 1920er und frühen 1930er Jahren erfolgreich war. Sie startete für den SC Charlottenburg und den Sportclub Brandenburg.
Von 1950 bis 1968 war sie Mitglied des Vorstands des SC Charlottenburg Frauenhandball.

## Leistungen
Als Leichtathletin konnte sie sich mehrfach bei Deutschen Meisterschaften platzieren:
- 1924 Dritte über 100 m und Meisterin im Speerwurf
- 1925 Zweite über 100 m
- 1926 Meisterin über 100 m

Darüber hinaus war sie dreimal an einem Weltrekord über 4 × 200 m beteiligt:
- 1928 mit der Staffel des Sportclubs Charlottenburg
- 1929 mit der Staffel des Sportclubs Brandenburg
- 1932 mit der Nationalstaffel in 1:45,8 min, aufgestellt am 26. Juni in Neurössen (Team: Ruth Engelhard, G. Feldmann, Gundel Wittmann und Margarete Gericke)

Auf den Weltranglisten jener Jahre kam sie dreimal unter die Top Ten:
- 1924:
  - 200 m Platz 9 (27,4 s)
  - Speerwurf Platz 2 (29,74 m)
- 1926: 100 m Platz 3 (12,3 s)

Folgende Bestleistungen werden für sie angegeben:
- 100 m: 12,3 s, gelaufen am 22. August 1926 in Braunschweig
- 200 m: 26,1 s, gelaufen am 2. August 1930 in Lennep (Diese Leistung brachte sie auf der Weltrangliste nur auf Platz 20!)
- Speerwurf: 29,74 m, geworfen am 9. August 1924 in Stettin

## Ehrungen
Am 1. September 2007 wurden die „Mommsenstadion-Nebenplätze“ in der Berliner Waldschulallee ihr zu Ehren in „Wally-Wittmann-Sportanlage“ umbenannt.